# Канцлер на хазната
Канцлерът на хазната е министър от правителството на Великобритания, който отговаря за икономиката и финансите (съответства на министър на финансите в други държави).
Той контролира британската хазна (на английски: Her Majesty's Treasury) и Министерството на финансите и икономиката. Често във Великобритания го наричат просто канцлер. Длъжността е сред 4-те основни поста в британското правителство (заедно с тези на премиера и министрите на външните и вътрешните работи), като в последно време се смята за концентриращ най-много власт след министър-председателя. Тя е единственият от 4-те важни поста във Великобритания, който не е заеман от жена.
Последните няколко канцлери са Филип Хамънд (от 2016 г.) Джордж Осбърн (2010 – 2016), Алистър Дарлинг (2007 – 2010), Гордън Браун (1997 – 2007), Кенет Кларк (1993 – 1997) и Норман Ламонт (1990 – 1993).